# Léon Reinach
Léon Reinach (Parigi, 1893 – Auschwitz, 1944) è stato un compositore francese di origine ebraica, vittima dell'Olocausto. Era marito di Béatrice de Camondo, figlia di Moise de Camondo e Irène Cahen d'Anvers, erede anch'essa di sterminati patrimoni (I Camondo erano stati i banchieri che avevano sovvenzionato Vittorio Emanuele II per la Seconda guerra d'indipendenza italiana).

## Biografia
Il padre, Théodore Reinach, era uno stimato archeologo, numismatico, musicofilo, mentre lo zio Joseph Reinach, fu deputato della III Repubblica, segretario di Léon Gambetta, e uno dei protagonisti (dalla parte degli innocentisti) dell'Affare Dreyfus. Un altro zio, Salomon Reinach, fu archeologo e direttore del museo di Saint-Germain-en-Laye.
Léon studiò musica presso il Conservatorio di Parigi. Le immense ricchezze delle due famiglie consentirono a Lèon e Béatrice di appartarsi dalla vita pubblica e dedicarsi ad una tranquilla esistenza nelle loro residenze a Aumont-en-Halatte e nella villa Kérylos di Beaulieu-sur-Mer (oggi un museo aperto al pubblico).
Allo scoppio della Seconda guerra mondiale i Reinach rimasero a Parigi, credendo che i molti meriti delle loro famiglie potessero preservarli dalla persecuzione razziale ma i loro beni furono sequestrati ed i loro conti correnti bloccati. Béatrice e la figlia Fanny, furono arrestate a Parigi nel dicembre del 1942. Léon invece tentò di scappare col figlio Bertrand in Spagna ma fu arrestato a pochi chilometri dal confine. Tutti e quattro, per quasi un anno, furono rinchiusi nel campo di internamento di Drancy per poi essere deportati il 20 novembre 1943 ad Auschwitz (convoglio 62) dove la morte attendeva tutta la famiglia.
I documenti relativi al sequestro dei beni, delle richieste di liberazione e della deportazione si trovano nell'archivio del Museo Nissim de Camondo, all'archivio del Centre de Documentation Juive Contemporaine, nell'Archive de la ville de Paris ed agli Archives Nationaux a Parigi.
La vita di Léon Reinach, della sua famiglia e del suo ambiente è stata raccontata da Filippo Tuena nel romanzo "Le Variazioni Reinach" (Rizzoli, 2005). Durante la ricerca propedeutica alla stesura del libro, Tuena ha trovato, presso la biblioteca di Harvard, la partitura dell'unica composizione di Reinach giunta a noi. Si tratta di una Sonata per pianoforte e violino probabilmente scritta in occasione della sua laurea al Conservatorio di Parigi, dove si diplomò appunto alla metà degli anni '20.
La Sonata in re minore per pianoforte e violino, composta nel 1925, fu stampata solo in pochi esemplari. Negli anni '50 la Sonata fu eseguita dal vivo nel corso di una trasmissione di Radio France e nel 2005, in occasione dell'uscita del romanzo di Filippo Tuena è stata registrata, in prima assoluta, da Maria Pia Carola (pianoforte) e Ruggero Fededegni (violino) per Sony. Successivamente è stata registrata, sempre da Maria Pia Carola ma con Piergiorgio Rosso al violino.